# Modelo del vendedor de periódicos
El modelo del vendedor de periódicos (conocido en inglés como newsvendor problem) es un modelo matemático utilizado para determinar los niveles óptimos para el control de los inventarios. A través de este modelo se quiere determinar la cantidad de pedido para un único producto con una demanda estocástica y costos fijos de exceso de inventario y de unidades faltantes. 
En este modelo se pretende representar la situación en la cual un producto se debe consumir en un solo periodo, como en el caso de los productos perecederos y en particular para los periódicos, de donde proviene su nombre.

## Supuestos
El modelo del vendedor de periódicos parte de los siguientes supuestos:
1. La planeación está dada para un único periodo, es decir que el producto se pide al principio del periodo para satisfacer la demanda durante el mismo.
2. La demanda es una variable aleatoria continua y no negativa.
3. Los costos de exceso de producto o de faltantes son lineales y dependen del inventario final.

## Función de costo
El número de unidades de producto sobrantes al final del periodo puede describirse por:
{\displaystyle max{\begin{cases}Q-D,&{\textrm {si}}\quad Q\geq D\\O,&{\textrm {si}}\quad Q\leq D\end{cases}}}
En donde:
Q = Cantidad de pedido, en unidades.
D = Demanda anual del producto, en unidades.
Así mismo, el número de unidades faltantes corresponde a max {D-Q,0}.
De esta forma, la función de costo esperado se define como:
{\displaystyle G(Q)=c_{o}\int _{0}^{Q}(Q-x)f(x)\,\mathrm {d} x+c_{u}\int _{Q}^{\infty }(x-Q)f(x)\,\mathrm {d} x}
En donde:
G(Q) = Costo total esperado por exceso y faltantes.
{\displaystyle f(x)} = Función de distribución de probabilidad de la demanda.
{\displaystyle c_{o}} = costo unitario del producto excedente, en valor monetario.
{\displaystyle c_{u}} = costo unitario del producto faltante, en valor monetario.

## Modelo
Para encontrar el valor que minimiza la función de costo total esperado G(Q), se requiere hallar la derivada de dicha función e igualarla a cero tal y como se procede en el modelo de Cantidad Económica de Pedido. Debido a la naturaleza de esta función, esta derivada requiere la aplicación de la regla de Leibniz de la siguiente manera:
{\displaystyle {\frac {dG(Q)}{dQ}}=c_{o}\int _{0}^{Q}1f(x)\,\mathrm {d} x+c_{u}\int _{0}^{Q}(-1)f(x)\,\mathrm {d} x=c_{o}F(Q)-c_{u}(1-F(Q))}
Resolviendo esta ecuación, el modelo se resume en hallar una cantidad de pedido Q* que satisfaga:
{\displaystyle F(Q^{*})={\frac {c_{u}}{c_{o}+c_{u}}}}
Dado que F(Q*) representa la probabilidad de que la demanda sea menor o igual a Q*, el resultado anterior implica que Q* corresponde a las unidades al inicio del periodo que satisfacen toda la demanda con la probabilidad descrita por dicha relación.